# Паул фон Хинденбург
Паул фон Хинденбург (Позен, 2. октобар 1847 — Нојдек, 2. август 1934) био је немачки фелдмаршал и други председник Вајмарске републике.

## Биографија
Рођен је у Познању, у данашњој Пољској, а школовао се на војној школи у Берлину. Ступио је у пруску армију 1866. године. Од проглашења другог немачког царства 1871. године био је официр његове армије током 40 година. Године 1905. постао је генерал, а 1911. се повукао из активне службе. Избијањем Првог светског рата Хинденбург се активирао и прихватио команду над VIII армијом (руски фронт). После победе код Таненберга промовисан је у маршала и 1916. године именован је за начелника генералштаба.
После рата, 1919. године, по други пут је пензионисан. На изборима за председника републике 1925. године кандидовао се као представник јункера и пруске земљишне аристократије и победио. Успех је поновио и на следећим изборима 1932. године, на којима му је главни противкандидат био Адолф Хитлер. Међутим, мање од годину дана касније (30. јануара 1933), Хинденбург је био принуђен да мандат за састав нове владе повери вођи националсоцијалиста. Убрзо је Хитлер успоставио пуну контролу над Рајхстагом, који му је 24. марта 1933. поверио диктаторска овлашћења, тако да је остарели маршал само фигурирао на власти.